# Jordi Secall
Jordi Secall Roure (Tarragona, 1932 - 2010) fou un dels primers artistes abstractes de les comarques de Tarragona. Dibuixant, pintor, gravador i dissenyador, va formar-se a l'Escola Massana i a l'Escola-Taller d'Art de Tarragona, on va tenir professors com Lluís Saumells o Garcianguera. A més, es graduà en les especialitats de Disseny d'Interiors i en Arts del Llibre (gravat) a la Llotja de Barcelona. Es donà a conèixer oficialment la diada de Sant Jordi de l'any 1961 com a membre del Cercle Pere Joan. Per tant, Secall va iniciar el seu camí al costat d'artistes coneguts, tot i que ell sorprenia amb una obra de caràcter gestual, preocupat essencialment pel seu tractament plàstic. “Treballarà amb tota mena de material tant amb teles i papers, tintes, pintures plàstiques, sempre per tal de potenciar la textura i el tractament del color”. L'any 1968 va iniciar-se en la seva etapa de mestre a l'Escola-Taller d'Art. "A banda dels coneixements acadèmics i l'aptitud per transmetre'ls als alumnes, Jordi Secall era per damunt de tot artista; així se sentia i vol sentir-se. Un artista a la vegada espontani i processador, componedor i improvisador, que interacciona amb l'atzar. Les pintures, els gravats i els dibuixos des del primer a l'últim, si els veiem de prop, ens fan companyia, són polits, d'una serenitat olímpica i d'un sabor delicat i exquisit".

## Estil
Els començaments de l'artista Secall són de pintor surrealista, mostrant especial predilecció per Joan Miró i el seu ideal artístic. S'inclinà per ser gravador acceptant les vicissituds que suposava un ofici com aquest. Tot i això, cap als anys seixanta el públic comença a interessar-se pel seu art, per aquell “art nou”. Secall, en una entrevista al Diario Español de Tarragona digué que “des de 1953 dedica la vida a la pintura; que pinta allò que sent i imagina, no el que veu”. Entenia el seu art com un llenguatge i l'omplia de frases suggestives i estimulants. Tot i això, des del 1995 va pintar i va gravar apropant-se a l'expressionisme abstracte lligat cada cop més a la identitat de la imatge, fent jocs de llums i ombres que permetessin contorns sense desestimar la cal·ligrafia.

## Exposicions col·lectives
- 1961 El 21 d'abril d'aquell any, Secall va participar en una exposició del Cercle Pere Joan, que aplegà 17 artistes, d'entre els quals es trobaven els millors del moment. La temàtica d'aquella exposició era de caràcter figuratiu i portava per nom: Tarragona vista pel Cercle Pere Johan. Diada de Sant Jordi 1961. Tot i així, Secall es va presentar amb un llenguatge allunyat de la pauta. “Es distingí entre els més renovadors. Va xocar. Des de llavors els espectadors reconeixien Secall com un artista minoritari, un dels primers abstractes de la contrada"[3]
- 1964: De l'1 al 15 de febrer, els alumnes de tercer curs de l'Escola de Magisteri de Tarragona van organitzar a la Llibreria Guàrdias, una exposició-subhasta de pintura per pagar-se un viatge de fi de carrera.
- 1970: L'exposició portava el nom de 7 artistas de Tarragona entre els quals es trobaven Gonzalo Lindín, Moret, Parra, Secall, Ferran i Mariano Rubio, Fort. La mostra es va celebrar primerament a la Llibreria la Rambla de Tarragona i després al Syndicat d'Initiative d'Avinyó.
- 1970: També als setanta es va inaugurar al galeria d'Art Don Quijote, situada al número 32 de la Rambla. Allí van exposar 10 Artistes de Tarragona. Entre els quals trobem a Pascual Fort amb esmalts, a Montse Domingo amb cerámica, i Anna Donato, Magda Folch, Gonzalo Líndin, Josep Icart, Tomás Olivar, Alfonso Parra, Joan B. Plana i Jordi Secall.
- 1975: Del 5 al 18 d'abril, a la Llibreria de la Rambla on Secall torna a exposar conjuntament amb els artistes actuals de les comarques tarragonines.

A més, el període de 1998-2007, Secall va participar en alguns concursos i exposicions col·lectives

## Exposicions individuals
- 1964 De l'11 al 19 de juliol, Secall presentà trenta dibuixos al Sindicat d'Iniciativa.
- 1965 El 19 d'agost, per Sant Magí, Secall torna a esposar trenta obres al Sindicat d'Iniciativa.
- 1969: L'octubre torna a esposar al Sindicat d'Iniciativa setze obres.
- 1998: Exposició de "Gravats, tècnica mixta" al Col·legi de Decoradors i Dissenyadors d'Interiors de Barcelona.
- 1999: presenta l'exposició Incertesa al Palau de la Diputació de Tarragona. A aquesta mostra corresponen majoritàriament a les maneres I Qualitats, tramas i IV Vectors.
- 2003: Signos de los tiempos que va tenir com a seu el Tinglat 3 del Moll de Costa del Port de Tarragona.
- 2007, exposició a Santes Creus, a la plaça del Monestir.
- 2011: El Museu d'Art Modern de Tarragona celebra l'exposició: ‘'Secall. Velam abstracte que rendeix un homenatge a la seva trajectòria artística.